# 御岳山 (東京都)

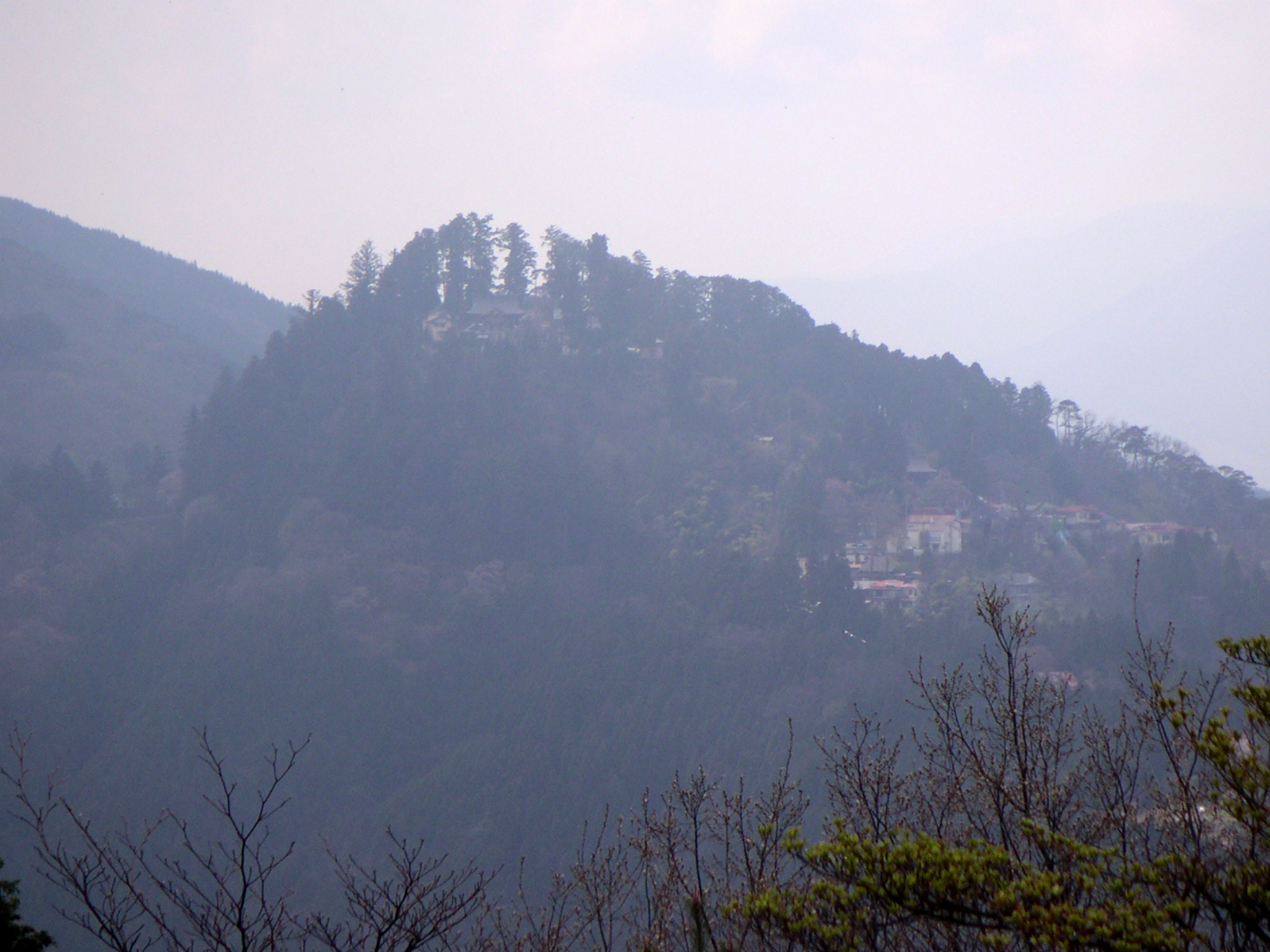

御岳山（日语：みたけさん）是一座位於日本東京都青梅市的標高929公尺的山峰，又名武藏御岳山。御岳山自古就是山岳信仰的對象，山頂建有武藏御嶽神社。距離御岳山最近的鐵路車站是JR青梅線御嶽站。山腳瀧本站至近山頂處的御岳山站有纜車。自御岳山站至武藏御嶽神社的参道則是鳥居前町。

## 外部連結
- みたけ山観光協会 （页面存档备份，存于）
- 武蔵御嶽神社 （页面存档备份，存于）
- 御岳登山鉄道 （页面存档备份，存于）
- 東京都御岳ビジターセンター （页面存档备份，存于）